# 双墩遗址
双墩遗址位于中国安徽省蚌埠市淮上区小蚌埠镇双墩村，是一处距今7300多年前的新石器时代台地遗址，2013年被列为为第七批全国重点文物保护单位。
双墩遗址地处一片呈三角形的台地上，南距淮河约4公里、北距北淝河约2.5公里，中心面积约12000平方米。双墩遗址于1985年11月第二次全国文物普查时被发现，1986年、1991年、1992年由蚌埠市博物馆和安徽省文物考古研究所先后进行了三次发掘。双墩遗址具有典型的自身文化特征，尤以607件陶器刻画符号为特色，被命名为“双墩文化”。

## 发掘保护历史
1985年，蚌埠市博物馆在文物普查中发现了该遗址。随后于1986年进行了抢救性发掘。
1991年与1992年，安徽省文物考古研究所相继开展了两次发掘。以上三次发掘总面积约375平方米，发掘位置均位于遗址东南部的一条凹沟内，出土了大量陶器、石器、蚌器、骨器、角器等文物及丰富的螺蚌壳与动物骨骼。
2005年11月，蚌埠双墩遗址暨双墩文化学术研讨会召开，正式确定以双墩命名的“双墩文化”。 
2013年，国务院将遗址列入第七批全国重点文物保护单位。